# Кава з молоком (фільм)
«Кава з молоком» (порт. Café com Leite; в англомовному прокаті — «Ти, я і він» (англ. You, me and him)) — бразильська короткометражна-драма 2007 року, поставлена режисером Даніелем Рібейру за його власним сценарієм. Стрічка увійшла до кіноальманаху 2008 року «Коротко про хлопців 5» (англ. Boys Briefs 5)
Фільм отримав Кришталевого ведмедя 58-го Берлінського кінофестивалю за найкращий короткометражний фільм та низку інших фестивальних та професійних кінонагород .

## Сюжет
Даніло збирається покинути батьківський дім, щоб почати жити зі своїм бойфрендом Маркусом. Хлопці вже було зібралися вирушити у медовий місяць, але батьки Даніла гинуть в автокатастрофі. Плани різко змінюються, адже молодий чоловік тепер несе відповідальність за свого десятирічного брата Лукаса. Між трьома людьми складаються нові стосунки: Данілу і Лукасові належить ближче пізнати один одного, Маркус не може зрозуміти, чи знайдеться йому місце в новій сім'ї приятеля. У проміжках між відеоіграми, сніданками, образами вони потроху вчаться жити разом і звикають до нової реальності.

## У ролях
| Даніел Таварес | ···· | Даніло |
| Дієгу Торрака  | ···· | Маркос |
| Едуарду Мелу   | ···· | Лукас  |

## Визнання
| Нагороди та номінації фільму «Кава з молоком» | Нагороди та номінації фільму «Кава з молоком»        | Нагороди та номінації фільму «Кава з молоком»                   | Нагороди та номінації фільму «Кава з молоком» | Нагороди та номінації фільму «Кава з молоком» | Нагороди та номінації фільму «Кава з молоком» |
| Рік                                           | Кінофестиваль/кінопремія                             | Категорія/нагорода                                              | Номінант                                      | Результат                                     |                                               |
| --------------------------------------------- | ---------------------------------------------------- | --------------------------------------------------------------- | --------------------------------------------- | --------------------------------------------- | --------------------------------------------- |
| 2008                                          | 58-й Берлінський міжнародний кінофестиваль           | Кришталевий ведмідь за найкращий короткометражний фільм         | Кава з молоком                                | Перемога                                      |                                               |
| 2008                                          | Кіно-відео фестиваль в Куябі                         | Найкращий режисер (Короткометражний фільм)                      | Даніел Рібейру                                | Перемога                                      |                                               |
| 2008                                          | Бразильський кінофестиваль в Маямі (Флорида, США)    | Приз Кришталевий об'єктив за найкращий короткометражний фільм   | Кава з молоком                                | Перемога                                      |                                               |
| 2008                                          | Паулінський кінофестиваль (Бразилія)                 | Golden Girl Trophy найкращому режисеру (короткометражний фільм) | Даніел Рібейру                                | Перемога                                      |                                               |
| 2008                                          | Паулінський кінофестиваль (Бразилія)                 | Golden Girl Trophy найкращому акторові                          | Едуарду Мелу                                  | Перемога                                      |                                               |
| 2008                                          | Туринський гей-лесбійський кінофестиваль             | Приз глядачів за найкращий короткометражний фільм               | Кава з молоком                                | Перемога                                      |                                               |
| 2008                                          | 38-й Київський міжнародний кінофестиваль «Молодість» | Спеціальний диплом журі                                         | Кава з молоком                                | Перемога                                      |                                               |
| 2009                                          | Гран-прі бразильського кіно                          | Найкращий короткометражний художній фільм                       | Кава з молоком                                | Перемога                                      |                                               |